# Килмон
Килмон (фр. Culmont) насеље је и општина у североисточној Француској у региону Шампањ-Арден, у департману Горња Марна која припада префектури Лангр.
По подацима из 2011. године у општини је живело 566 становника, а густина насељености је износила 68,28 становника/km². Општина се простире на површини од 8,29 km². Налази се на средњој надморској висини од 313 метара.

## Демографија
| 1962. | 1968. | 1975. | 1982. | 1990. | 1999. | 2011. |
| ----- | ----- | ----- | ----- | ----- | ----- | ----- |
| 592   | 642   | 623   | 658   | 626   | 558   | 566   |

График промене броја становника у току последњих година